# 投票券 (公営競技)
日本の公営競技における投票券（とうひょうけん）とは各競技における競走対象の着順を予想して投票（購入）し、結果に即し配当を得るための券である。本項の倍率は断りのない場合、現在の日本で使われている100円に対する配当金を示す方式を用いる。

## 正式名称および略称
各競技ごとの投票券には、以下のような正式名称および通称（略称）がある。
| 競技                 | 正式名称                               | 通称             |
| -------------------- | -------------------------------------- | ---------------- |
| 競馬                 | 勝馬投票券（かちうまとうひょうけん）   | 馬券（ばけん）   |
| 競輪                 | 勝者投票券（しょうしゃとうひょうけん） | 車券（しゃけん） |
| 競艇（ボートレース） | 勝舟投票券（かちふねとうひょうけん）   | 舟券（ふなけん） |
| オートレース         | 勝車投票券（かちぐるまとうひょうけん） | 車券（しゃけん） |

競輪と競艇については、略称についても法律上の定めがある（競輪：自転車競技法第1条第5項、競艇：モーターボート競走法第2条第5項）。

## 発売形式
日本の公営競技における投票券はパリミュチュエル方式によって行われている。

### 発売単位
現在、ほとんどの投票券の最低発売単位は100円である。これは「1枚は10円」であるが「10枚分以上を1枚で代表する投票券を発売することができる」という各関連法に依拠している。投票券の券面にも「1枚が10円」あるいは「表示の1枚は本来の1枚分10円を10枚束ねた100円相当」である旨が記載されている。
例外として、南関東地方競馬の各競馬場のレースを対象としたトリプル馬単では、購入額が10円1口（ただし最低5口）となっている（当該項目を参照）。また、競輪・オートレースの重勝式車券の一部に、1口200円〜2000円での発売となっているものがある。
現在は1枚の紙に複数の投票が記載されているユニット投票券が主流となっており、自動発券機で発売されている。かつては1枚100円で1種類のみの投票券やそれを1000円単位にまとめた「特券（とっけん）」（現在でもわずかに聞かれる用語である）で発売されており、購入の際はそれぞれの買い目ごとに窓口が設定されていて購入者は必要に応じて複数の窓口を渡り歩いて購入していた。

#### 高額配当となる投票券
倍率（オッズ）が100倍を超える投票券は100円に対する払戻金額が1万円を超えるため、以下のように呼ばれている。
- 競馬：万馬券（まんばけん）、略して万券（まんけん）とも言う。
- 競輪・オートレース：万車券（まんしゃけん）
- 競艇：万舟（まんしゅう）

### 発売単位の例外
中央競馬の一部の発売所では、発売単位が500円や1000円などとなっている場合もある。これは客の動線上便利な立地条件であり必然的に混雑が見込まれることに加え、発売所の売場面積が狭く収容人員が限られるため来客数を絞りたい場合や客が集中しやすいフロアの混雑を避けるためという理由があげられるほか、入居している建物の老朽化により改築（建て替え）を行う際、代替地が確保できない場合といったケースもある。
なお発売単位において「1点あたり500円以上100円単位」と表記されている場合は、購入する組番1点につき最低500円以上でなければ購入できない。500円を超える場合は、100円ずつ加算できる。
また日本の中央競馬では混雑が予想されるクラシック競走や天皇賞（春・秋）、有馬記念などの主要レース開催日に一部のウインズ（場外発売所）で発売単位を切り上げたり、あるいは発売レース数を制限（後半6レースなど）する事例もある。
しかしながら、近年（主に新型コロナ禍以降）ではインターネット投票が主流となり、場外への来場者数が減少している事実もあり、特に場外売場における発売単位の制限が設定されなくなるケースが増えているほか、発売レースの制限もライトウインズに限るなど、全レース全賭式が100円以上100円単位での発売となる日が非常に多くなっている。

## 払戻
払い戻しにおいては、投票券発売総額に対して主催者収入が所定の割合（控除率）で差し引かれ、残りが的中者への配当となる（パリミュチュエル方式）。

### 計算
的中となる組み合わせが全P通りある場合（複勝式・ワイドや、それ以外でも同着があった場合は二つ以上がありうる。また複勝式・ワイドで本来的中となる組み合わせのうち一部のみ投票数が0であった場合は減りうる）、k番目の組み合わせに対する払戻金の総額は以下の通りとなる（競馬法施行規則第9条、モーターボート競走法施行規則第28条、自転車競技法施行規則第23条、小型自動車競走法施行規則第21条）。Pが0の場合はこの規定は適用されず、後述の「特払い」となる。
- 払戻金総額：[Wk + (D/P)] × R = a × [wk + (d/P)] × R
  - ただし、重勝式のキャリーオーバーがある場合や、その他の払戻金上乗せ施策により、これ以上の額となる場合もある。

これにより、k番目の組み合わせの的中1票あたりの払戻金は以下の通りとなる。
- 1票あたりの払戻金：a × [1 + (d/wk)/P] × R（ただし、実際には端数切り捨てがかかる）
  - ただし、的中時の払戻額は発売額を下回ることはない。したがって wk > (d/P) × R/(1 - R) （⇔ a × [1 + (d/wk)/P] × R < a）の場合は発売額がそのまま払い戻される。
  - 1種類の組み合わせのみが的中の場合は、d = u - w1なので、a × [1 + d/w1] × R = a × [1 + (u - w1)/w1] × R = U × R/w1である（全投票額から控除率ぶんを差し引いた残りを、投票数で割った金額が払い戻される）。
  - 複数の組み合わせが的中となる場合は、的中しなかった金額を的中した組み合わせごとに等分して払戻金に充当することになる。

注
- a：1票あたりの金額
- wk：k番目の組み合わせへの投票数
- Wk：k番目の組み合わせへの投票総額（ = a × wk）
- d：的中しなかった投票数
- D：的中しなかった投票総額（= a × d）
（いずれも返還となった投票を除く）
- u：全投票数（返還となった投票を除く）
- U：投票総額（= a × u）
- R：払戻率（1 - 控除率）

### 控除率
各競技における控除率は以下の通りである（後述の「特払い」はこの限りではない）。
- 競艇・競輪：25%
- オートレース：30%（2012年途中までは25%[注 5]）
- 競馬：改正競馬法（2012年成立）が施行された2014年4月1日以降、各主催者がそれぞれの裁量により、投票法（詳細は「投票法の種類」節を参照）ごとに異なる控除率を設定している（以下の表を参照）。競馬法第8条・第22条により、控除率の上限は30%、下限は「農林水産大臣が定める率」となっている[注 6]。
  - 2014年途中までの制度では、支持率によって変動する方式が採用されており、18%から26.2%（端数切捨てにもよるが、およそ払戻が300円を越えると25%、2000円を越えると26%以上となる。中央競馬の単勝・複勝はこれから5%引き）となっていた。計算式は具体的な払戻計算式を知りたいのですが?（日本中央競馬会）を参照。

| 主催者                                                  | 投票法 | 投票法 | 投票法 | 投票法        | 投票法        | 投票法 | 投票法 | 投票法 | 投票法 | 投票法 | 備考 |
| 主催者                                                  | 単勝   | 複勝   | ワイド | 枠連 （枠複） | 馬連 （馬複） | 枠単   | 馬単   | 3連複  | 3連単  | 重勝式 | 備考 |
| ------------------------------------------------------- | ------ | ------ | ------ | ------------- | ------------- | ------ | ------ | ------ | ------ | ------ | --- |
| JRA （中央競馬）                                        | 20%    | 20%    | 22.5%  | 22.5%         | 22.5%         | －     | 25%    | 25%    | 27.5%  | 30%    | 2014年6月7日より変更 |
| 北海道                                                  | 20%    | 20%    | 20%    | 25%           | 25%           | －     | 25%    | 30%    | 30%    | 30%    | 2014年度当初（4月23日）より変更 重勝式は2014年8月19日より導入 |
| 兵庫                                                    | 20%    | 20%    | 25%    | 25%           | 22.5%         | －     | 25%    | 27.5%  | 27.5%  | 30%    | 2014年度当初からはJRAと同一 2015年度より再変更 |
| 佐賀                                                    | 20%    | 20%    | 25%    | 25%           | 25%           | －     | 25%    | 25%    | 27.5%  | 30%    | 2014年度当初より変更 |
| ばんえい 岩手 浦和 船橋 大井 川崎 金沢 笠松 名古屋 高知 | 20%    | 20%    | 25%    | 25%           | 25%           | 25%    | 25%    | 27.5%  | 27.5%  | 30%    | 2014年度当初より変更（大井は2014年4月20日より変更） - 主催者によって存在しない投票法あり（詳細は各記事参照） - 高知の3連単は最終競走に限り23%（2014年6月7日より） |

地方競馬についてまとめると、1頭を対象とする馬券が20%、2頭対象の馬券が25%、3頭対象の馬券が27.5%である。例外は北海道の3頭対象馬券（他場より2.5%不利）、ワイド（5%有利）、兵庫の馬連、佐賀の3連複（それぞれ2.5%有利）である。

### 特払い
一つの競走のある投票法（詳細は「投票法の種類」節を参照）において、競走結果を正しく指定した投票が全くなかった場合（重勝式でキャリーオーバー制を採用している場合を除く）には、当該投票法の投票券すべてについて、前述の控除率によって差し引かれた額が返還される。これは「特払い」（とくばらい）と呼ばれる。ただし最低発売単位（10円）に対して1円未満は切り捨てられるので、ほとんどのケースでは実際には購入した投票券100円につき70円の払戻し（「特別払戻金」と呼ばれる）となる（ただし、競馬において控除率が20%となる条件で特払いが発生した場合は80円の払い戻しとなる）。
この規定により、購入した投票券の着順と一致していなくても払い戻しが生じることがありうるため、場内放送や実況放送で「投票券は確定まで捨てないように」と注意喚起が行われることも多い。

### 払戻の手続き
当該レース確定後から、所定の払い戻し窓口（多くは自動払い戻し機を使用する）で行われる。時効は当該レースが実施された日の「翌日から」60日間（但し最終締切日が払い戻しを実施しない日と重なる場合はその翌日まで）となる。
但し、無観客開催措置に伴い時効までに払戻が出来なくなった場合、当該会場及び当該場外発売場にて購入した投票券については、営業再開後60日間まで延長される（新型コロナウイルス感染拡大による事例）。
なお高額配当（大体は100万円以上）となる場合は通常の払い戻し窓口や自動払い戻し機ではなく「高額払い戻し専用窓口」を利用し、所定の手続き（住所・氏名・年齢などを記録し、状況によっては年齢確認の証明書類提出や印鑑を求められることもある）を行った上で払い戻しが行われる。中央競馬においては払戻し金額にかかわらず的中券のみあれば所定の手続き等は一切不要（但し受取人が20歳未満と見られる場合のみ年齢確認が行われる場合がある）。

### 返還（買い戻し）
投票券が以下の事象に遭遇した場合は、当該競走対象を含んだ券面金額（記載内容）が返還される。
- 競走が施行されなかった場合
- 競走が施行されたがレースに勝者がいなかった場合
- 競走が不成立となった場合
- 競走において特定の競走対象が出走しなかった場合
- （競艇）フライング・出遅れによって、正常なスタートが出来なかった競走対象がいた場合。または競走は成立したものの、転覆・失格等により特定の投票種別が不成立となった場合
- （競馬・競輪）特定の競走対象が出走しなかったことによって、特定の枠を構成する競走対象が存在しなくなってしまう場合

現在は返還が実施される場合、当該レースの確定（決定）後に払戻窓口にて対象となる券面と引換えに購入金額と同額を交付している。的中しているわけではないため、「払戻」とは根本的に異なる。また「施行者が同額の金銭をもって発売した投票券を引き取る」という観点から、「買い戻し」と表現することもある。

### 税金
払戻金は税法上の一時所得扱いとなり、税法上所定の控除額（上記控除分とは無関係）を越える利益は課税対象になり毎年の確定申告を要する。国税庁もホームページで「公営競技（競馬、競輪、オートレース、ボートレース）の払戻金については、一時所得として確定申告が必要となる場合があります」なる旨の告知を行っている。
負け分を税額控除することは原則できない。例えばあるレースで100万円勝ち次のレースで100万円負けた場合、差し引き利益0円で非課税になるのではなく勝ち分である100万円に対して課税される。原則はそうであるのだが一般人が趣味として小遣い程度の小額で楽しむ場合にはいちいち勝ち分を正確に記録しておらず年間を通じてどれだけ勝ったのか明確に示せる者もなく、また趣味で楽しむ人の数が非常に多いので厳密な税務捕捉は事実上困難となっており、「大穴を当てて幾ら勝った」と公言している芸能人や一般人などに限られてしまうのが現状である。ただし公営競技の主催者は大口投票を行なった人物に対し「不正投票の疑い」を理由にマークすることがあり、また加入に身分登録が必要な電話投票では大口的中により高額の払戻金を受ける際には主催者側が確認の連絡を入れているので、「捕捉されない」ということではない。
他、職場で競馬の結果を自慢したことで、配当について確定申告を行っていないことが発覚し、納税指導を受けた例がある。
払戻金にかかわる裁判
- 2007年から2009年にかけて競馬での払戻で得た所得を申告しなかったとして、大阪国税局が所得税法違反容疑で男性を告発し、大阪地方検察庁はこの男性を大阪地裁に起訴した[29][30]。2013年5月23日、大阪地裁は男性のコンピュータソフトを利用した機械的な馬券購入方法は、一時所得ではなく雑所得に当たるとし、外れ馬券の購入金額を経費と認め、利益となる所得部分の申告を行わなかったことに対して懲役2ヵ月、執行猶予2年の判決を下した[31]。大阪高裁の控訴審[32]も、最高裁の上告審もこれを支持し[33][34]、男性の購入方法では外れ馬券が経費になることが認められた。
- 2011年に馬券の購入費を差し引いた金額を競馬による雑所得として申告した男性公務員に対し、札幌国税局が外れ馬券を経費と認めず、この男性に4億円の申告漏れを指摘。この結果、男性は税額が競馬の収入を上回ってしまうこととなった。男性はこれを不服として2014年に東京地裁に提訴[35]。東京地裁の判決では、男性敗訴となった[36]が、その後の東京高裁の控訴審では一審判決が破棄され、男性勝訴[37]。最高裁も上告を棄却し、男性勝訴が確定[38]。
- 2016年、WIN5などによる高額配当を得た男性公務員が所得を申告しなかったことに対して、大阪国税局が所得税法違反容疑で告発した[39]。

### 競走・条件を限定した払戻金上乗せ施策

#### JRAプラス10
人気のある競走対象に投票が集中し、上記の控除率を適用した結果として払戻額が販売額以下になった場合は倍率1.0倍となり、的中しても払戻額が発売額と同額となる（100円元返し）。これに対し日本中央競馬会（JRA）が運営する中央競馬では、原則としてすべてのレースで、元返しとなった場合の払戻金に10円を上乗せ（110円）する「JRAプラス10」のサービスを2008年から開始した。但し、特定の馬・組連番の番号に人気が極端に集中し、賭け式ごとの「払い戻し総額」と「上乗せすべき金額の総額」の合計が売り上げ総額を超える場合は、従来どおり100円元返しとなる（競馬法附則第5条第3項）。
以上の例外があるものの、導入当初、JRAは過去5年程度の票数データにJRAプラス10をあてはめた試算では元返しは1件も発生せず「元返しの心配はほとんどない」と広報していたが、導入により特に元返しが生じやすくJRAプラス10の恩恵を受けやすい複勝馬券の売れ行きに変化が生じたことから、導入から最初の1か月の間に5件の元返しが発生、特に施行初日の2008年1月5日の京都競馬第1競走で早々に100円元返しが発生するといった事態になり、「元返しの心配はほとんどない」という広報は行われなくなっている。なお、JRAの競走成績データによると2008年から2010年は年間38件の元返しが発生、2011年は更に増えて60件にもなっており、、導入前後で投票券の売れ行きの傾向に変化が生じている事が窺える。
制度上は全賭式が対象であるが、適用される賭式は殆どが単勝・複勝・ワイドの3賭式となっており、JRA公式サイトにおける実績表もこの3賭式でしか発生しない前提の表組みがされていた。しかし、後に3賭式以外でも適用されるケースが発生し、「その他の投票法」という項目が追加されたが2025年7月現在、適用されたケースは3連複と馬連でそれぞれ1件ずつ計2件のみである（詳細は後述）。
連勝式のJRAプラス10適用は2021年の開催終了までに計64回発生している（最初に発生したのは2008年7月26日新潟競馬第8レースのワイド）が賭式は全てワイドである。しかし、2022年1月16日の中京競馬第8レースにおいて3連複でJRAプラス10が適用され、3賭式以外での初の適用事例となり、これを受けて先述の通りJRA公式サイトの実績表の項目に「その他の投票法」が追加された。また、2025年7月27日には新潟競馬第2レースにおいて馬連でJRAプラス10が適用され、「その他の投票法」の2例目が発生している。
なお2011年には、チューリップ賞において単勝支持率81.4%のレーヴディソールが勝利、重賞としては初となる単勝のJRAプラス10が適用された。
オッズや払戻金の表示は、原則ではJRAプラス10を含む1.1倍で表示し、元返しとなる場合は赤字で「1.0倍」「100円」と表示している。なお、1.1倍・110円というオッズ・払戻金がJRAプラス10の適用によるものであるかないかの違いは殆どの場合は区別されないが、JRAの施設におけるオッズ・払戻金の表示の際は黄文字でJRAプラス10の適用を明示する場合がある。
- 1つの番号やその組み合わせのみが的中となる場合（複勝式やワイドでない場合）、的中票への投票率が100/110（約90.9パーセント）を超える場合は元返しになる。
- 払戻に充当できる額が「全体の非的中票の総額」に依存するため、複勝・ワイドといった2つ以上の番号やその組み合わせが的中となる賭式[注 10]の払戻金は当該票の投票率のみならず他の的中票の投票率の影響を受けるが、故に「払い戻し総額」から「全体の非的中票の総額」を差し引いた剰余金（上乗せの原資）が変動することから、同じ投票率でも組み合わせにより上乗せの可否が異なるケースもある。
  - オッズが1.0 - 1.0と表示されている場合、あらゆる組み合わせであっても上乗せが出来ないことになる。
  - オッズ1.0 - 1.1と表示されている場合は組み合わせ次第で上乗せの可否が変動する可能性があるということになるが[注 11]、他の的中票が本命サイドであれば上乗せされずに元返しになる可能性が高い。他の的中票が当該票を除いて最上位の売上（上位人気）の組み合わせで確定するとほぼ確実に元返しになるが端数処理の関係でごく稀に例外が生じる場合もある[注 12]。

#### JRAプレミアム
日本中央競馬会（JRA）では、2008年から「JRAプレミアムレース」として指定したレースについて、原則としてすべての賭け式の馬券で売り上げ総額の5パーセント相当を上乗せするサービスを行っている。給付金として本来の払い戻しと別建てで計算されるため、必ず5%が増額されるわけではないことに注意が必要である。オッズおよび払戻金は上乗せ後の数値が表示される。具体的な上乗せ額はレースの確定後にJRAホームページに掲載される。
また、2011年よりJRAプレミアムに準ずるものとして、以下の内容が実施される。
- 2回函館と1回札幌の特別・重賞競走53競走を対象とした「JRA夏トク」が2011年6月29日に発表された[48]。対象となる賭式は馬連・枠連・ワイドの3形式であり、2012年は後述の「JRA2連福」として行われる。
- 2011年6月29日に秋季競馬開催期間中の特定開催日の全競走がJRAプレミアムレース同様に払戻金が5%ずつ増額されることが告知された[49]。その後、10月10日の4回東京3日開催も対象になった[50]。

2012年は下記「JRA2連福」を実施するため、JRAプレミアムもJRAプレミアムレースも行われない。
2013年は2年ぶりにJRAプレミアムとして、日本ダービー施行日（5月26日）の東京競馬場全12競走が対象となったほか、ジャパンカップ施行日（11月24日）の京都競馬場第12競走「京都オータムリーフプレミアム」も対象になる。原則としてWIN5を除くすべての賭式が上乗せの対象。
2017年からの開催最終日にあたる12月28日（2020年を除く）及び2019年からのJRAアニバーサリー当日（2024年を除く）はJRAスーパープレミアムとして、当日行われるすべての競馬場・全競走において通常の払戻率を引き上げ、全ての競走の全投票法（単勝・複勝・枠連・馬連・ワイド・馬単・3連複・3連単・WIN5）の払戻率を全て80%に設定する。
2020年は開催最終日が有馬記念施行日（12月27日）となった関係で、阪神ジュベナイルフィリーズ施行日（12月13日）と朝日杯フューチュリティステークス施行日（12月20日）当日に行われるすべての競馬場・全競走がJRAスーパープレミアムの対象となる。
2024年は平地GI競走当日の第10競走（「JRA70周年メモリアルヒーローファン投票」によりGI競走ごとに選出された馬の名前を冠した特別競走）と9月16日のJRAアニバーサリー当日はJRAウルトラプレミアムとして、当日行われるすべての競馬場・全競走において通常の払戻率を引き上げ、全ての競走の全投票法（単勝・複勝・枠連・馬連・ワイド・馬単・3連複・3連単・WIN5）の払戻率を全て80%に設定するが、但し平地GI競走当日のWIN5はJRAウルトラプレミアムの対象外となる。
2025年5月4日はJRAウルトラプレミアムとして当日行われるすべての競馬場・全競走において通常の払戻率を引き上げ、全ての競走の全投票法（単勝・複勝・枠連・馬連・ワイド・馬単・3連複・3連単・WIN5）の払戻率を全て80%に設定する。
2024年現在、JRAでは「プレミアム」は5%給付金、「スーパープレミアム」は払戻率が全賭式80%設定、「ウルトラプレミアム」は80%設定と5%給付金を同時に適用するという形での運用がなされている。

#### JRA2連福
2012年は「JRA2連福」（ジェイアールエーにれんふく）として、馬連・枠連・ワイドのみを対象に合計36競走（対象レースは下記参照。原則1つの競馬場につき1レースだが、中山、中京と阪神は例外あり）で払戻金を対象競走の売上の5%を上乗せしている。これは、前述の「JRA 夏トク」と同様である。2013年度は実施していない。

#### 中央競馬におけるその他の払戻金上乗せ施策の例
中央競馬では2013年以降も一部の競走で単勝・馬連の払戻金上乗せを実施している（または実施予定）。いずれも通常の払戻金に売上の5%相当額を上乗せするものである。
最終馬連
各競馬場の最終レースで実施。2013年は7月27日 - 9月29日の54レース、2014年は春季競馬が2月1日 - 3月23日の44レース、秋季競馬は9月13日 - 10月19日の28レース、2015年は春季競馬が2月28日 - 4月5日の32レース、秋季競馬は9月12日 - 10月18日の30レース、2016年は春季競馬が2月27日 - 4月3日の34レース、秋季競馬は9月10日 - 10月16日の28レースで実施。
金杯馬連
2014年から2021年までの中山金杯、京都金杯で実施。
JRA60周年記念競走馬連
2014年のJRA60周年記念競走（計10レース）で実施。
春の3歳重賞馬連
2017年はチューリップ賞から優駿牝馬までの3歳限定重賞（15レース）、2018年から2020年はフェアリーステークスから葵ステークスまでの3歳限定重賞（23レース）の「馬連」を対象に実施。
3歳重賞+リステッド馬連
2021年のシンザン記念から葵ステークスまでの3歳限定重賞（23レース）と3歳限定リステッド競走（37レース）の「馬連」を対象に実施。
大阪杯デー馬連
2017年の大阪杯施行日の全レース（24レース）の「馬連」を対象に実施。
桜花賞馬連
2016年の桜花賞の「馬連」を対象に実施。
皐月賞馬連
2016年の皐月賞の「馬連」を対象に実施。
オークス馬連
2016年の優駿牝馬の「馬連」を対象に実施。
ダービーウィーク馬連
2014年から2017年までの東京優駿施行週の全レース（48レース）で実施。
ダービーデー馬連
2018年から2021年までの東京優駿施行日の全レース（24レース）の「馬連」を対象に実施。
夏の2歳単勝
2015年から2017年までの夏季番組期間内に行われる全場の2歳戦全レースにて実施。
秋の2歳単勝
2017年の秋季番組期間内（有馬記念施行週を除く）に行われる全場の2歳戦全レースにて実施。
2歳単勝
2018年からの夏季及び秋季番組期間内（有馬記念施行週を除く）に行われる全場の2歳戦全レースにて実施。
2歳GI単勝&馬連
2015年から2016年までの阪神ジュベナイルフィリーズ及び朝日杯フューチュリティステークスの「単勝」と「馬連」を対象に実施。
有馬記念ウィーク馬連
2015年から2020年までの有馬記念施行週の全レースの「馬連」を対象に実施。
有馬記念デー馬連
2021年の有馬記念施行日の全レース（24レース）の「馬連」を対象に実施。
金杯ワイド
2022年からの中山金杯、京都金杯で実施。
3歳重賞+リステッドワイド
2022年からのシンザン記念から葵ステークスまでの3歳限定重賞（23レース）と3歳限定リステッド競走（37レース）の「ワイド」を対象に実施。
ダービーデーワイド
2022年からの東京優駿施行日の全レース（24レース）の「ワイド」を対象に実施。
有馬記念デーワイド
2022年からの有馬記念施行日の全レース（24レース）の「ワイド」を対象に実施。
ホープフルデー単勝&ワイド
2022年からのホープフルステークス施行日の全レース（24レース）の「単勝」と「ワイド」を対象に実施。

#### 地方競馬における払戻金上乗せ施策の例
- 特別区競馬組合（大井競馬場）では、2014年12月29日 - 31日の最終競走に限り馬複の払戻率を75%から77.7%に引き上げた（控除率を25%から22.3%に引き下げた）[65]。
- 愛知県競馬組合（名古屋競馬場）では、「名古屋モーニングフィーバー」と称して、2018年8月に午前中（12:00ちょうどは対象外）に発走する競走における三連単の払戻率を72.5%から77.7%に引き上げた[66]。なお、競馬場が弥富市に移転した2022年度の7月から9月に再び本施策を実施している[67]。
- 高知県競馬組合（高知競馬場）では、2014年6月27日以降、最終競走に限り三連単の払戻率を72.5%から77%に引き上げ、（控除率を27.5%から23%に引き下げ）、「（一発逆転）ファイナルレース[注 15]」と銘打って実施、記者選抜を原則とした「難解なレース」を用意し、ファンの支持を得ている[68]。

## 購入および譲り受けの制限
日本では各根拠法の定めにより、20歳未満の者が投票券を購入したり譲り受けたりしてはならないとなっている。相手が未成年者と承知の上で譲り渡した者には刑事罰が科される。なおかつては投票券を学生・生徒が購入や譲り受けができない規定があった（この場合、20歳以上の勤労学生などといった働きながら学校に通う人などであっても投票券を購入できなかった）が、競馬法が2005年1月1日に、次いでモーターボート競走法が2007年4月1日に、最後に自転車競技法および小型自動車競走法が2007年6月13日にそれぞれ改正公布され年齢制限のみになった。これにより、大学の競馬サークルによる馬券対決などがイベントとして行われることも見られるようになった。
近年ではファンサービスの一環として、公営競技場来場者に特定競走の指定賭式の投票券を「プレゼント」する（この場合も20歳未満への配布を防ぐ目的で保護者同伴での入場を義務付ける、特定の条件を満たした来場者のみに配布するなどの対応をとっている）事例が発生している。
まず大前提として、公営競技の投票に参加するための金銭は場立ちの予想屋や外部の予想会社などから情報を購入する費用も含め、すべて自己責任で調達・捻出しなければならない。ギャンブルによって多額の借金を抱え自己破産が必要になっても、裁判所にギャンブル依存を重度の精神疾患と認めてもらわない限り免責は基本なされない（破産法252条1項4号）。
また各競技の関係者もそれぞれの投票券を購入したり譲り受けたりすることが制限されているが、関係者であっても異なる競技の投票券を購入したり譲り受けたりすることに問題はない。
競馬においては中央競馬と地方競馬で管轄が違うため、中央競馬に従事する関係者が地方競馬またその逆の地方競馬に従事する関係者が中央競馬の投票券を購入することは下記等の例外を除き可能である（テレビなどで芸能人と中央競馬の騎手が馬券で対決する企画は、必ず地方の競馬場で行われる）。ただし
- 中央（地方）競馬の騎手が指定交流競走や騎手招待競走に出走する場合
- 地方競馬場（川崎など）における中央競馬の投票券（委託）発売やJRAインターネット投票（IPAT）における地方競馬の投票券発売など相互発売がある場合

これらの場合は該当する競馬開催の関係者となるため、その当日において該当競馬の投票券は購入できない。
BOAT RACEでは選手自身が電話投票に加入して舟券を購入したことが発覚した場合、直ちに登録抹消の手続きが取られ強制引退となる。直近では2024年（令和6年）2月19日付で登録抹消となった佐々木海成の例がある。またBOAT RACE振興会からは選手の家族および3親等以内の縁戚に対しても舟券の購入を自粛するよう通達が出ている。
なお、電話・インターネットによる投票の場合は上記の者の他に、破産者で復権を得ない者、競馬・BOAT RACE・競輪・オートレース・サッカーくじに関する法律に違反して、罰金以上の刑に処された者、生活保護法（昭和25年法律第114号）に規定する被保護者も加入できない。

## 競走対象の番号
日本の公営競技における各競走対象には全て1から始まる番号が付与されており、投票はこの番号によって行われる。

### 枠
日本の競馬・競輪では複数の競走対象を集めてグループを作り、そのグループを1つの競走対象とみなしそれらについての投票券を発売することもある。このグループを「枠」（わく）と言う。
枠は競走対象の番号順に割り当てられる。枠を形成する際に、競走対象数が枠数で割り切れない場合は、番号が大きい枠に端数を割り当てる。また、競走対象の数が枠数以下であった場合は枠による賭式は設定されない。
例
- 競馬の場合、8枠で実施されるため
  - 出走馬が8頭以下の場合は枠を設定しない。
  - 出走馬が9頭から15頭の場合、末尾の番号から順に2頭をまとめて1つの枠にし途中の番号からは1頭を1つの枠にする（出場馬の頭数をnとしたとき、1枠から16-n枠までは1頭が割り当てられ、17-n枠から8枠までは2頭が割り当てられる）。例えば13頭立てなら1 - 3枠は1頭ずつ、4 - 8枠は2頭ずつとなる。
  - 出走馬が16頭の場合、1番から順に2頭をまとめて1つの枠にする。
  - 出走馬が17頭以上（1991年10月5日以降は競馬法で最大出走頭数の上限が18頭と設定された）の場合、末尾の番号から順に3頭をまとめて1つの枠にし途中の番号からは順に2頭をまとめて1つの枠にする。すなわち17頭立てなら8枠のみが、18頭立てなら7枠と8枠が3頭ずつ、1991年9月まで可能であった24頭立てなら全枠が3頭ずつ、同じく1991年9月まで可能であった28頭立てなら5枠から8枠が4頭ずつとなり、その他の枠は2頭ないし（1991年9月までは）3頭以上ずつとなる。
  - 馬番連勝複式（馬連）導入前では圧倒的人気馬の出走取消の対策のための「単枠指定制度」があり、この場合はその馬番に対する枠番のみ1頭とし、上記の法則の例外が発生していた。
- 競輪の場合、6枠で実施されるため
  - 出場選手が9人の場合、1枠から3枠は1人ずつ、4枠から6枠は2人ずつ（4番・5番、6番・7番、8番・9番）となる。
  - 出場選手が8人の場合、1枠から4枠は1人ずつ、5枠と6枠は2人ずつ（5番・6番、7番・8番）となる。
  - 出場選手が7人の場合、1枠から5枠は1人ずつ、6枠のみ2人（6番・7番）となる。

ただし、競輪で枠番投票券が発売されるレースは、所定9車立ての開催のレースに限定されるため、所定7車立てである大半のFI・FII開催及び全てのガールズケイリン競走では発売されない（所定9車立ての開催（グレードレース等）で、欠場者が出るなどして7車立てに減らして実施するレースでは枠番の投票券を発売する）。
競馬法施行規則第一条の四-7では「枠番号二連勝単式の枠の数は6 - 8枠」「枠番号二連勝複式は8 - 10枠の間で可能」とあるが、連勝単式と連勝複式を併売できるのは8枠制しかないため現在は全ての主催者が8枠制を採用している。なお出走馬が8頭以下の場合でも枠番号は与えられているが、この場合も枠番連勝式の発売はない。ただし馬番連勝式の発売を開始した1991年10月5日より数年間は、現在とは逆に、出走馬が8頭以下の場合は馬番連勝式の方の発売をせず、枠番連勝式の方を発売していた。
高知競馬場においては2003年4月から2009年7月まで、帯広競馬場では2011年8月から2015年3月まで枠番連勝式の発売がなかったものの、枠番号自体は与えられており、騎手は枠色にあったヘルメットを着用していた。
日本の競艇やオートレースでは、設定されない。

### 正式名称および通称
各競技ごとの競走対象および枠に付与される番号には、以下のような正式名称および通称（略称）がある。
| 対象         | 正式名称                     | 通称                               |
| ------------ | ---------------------------- | ---------------------------------- |
| 競馬         | 馬番号（うまばんごう）       | 馬番（うまばん）                   |
| 競輪         | 選手番号（せんしゅばんごう） | 車番（しゃばん）                   |
| 競艇         | ボート番号（ボートばんごう） | 艇番（ていばん）、枠番（わくばん） |
| オートレース | 車番号（しゃばんごう）       | 車番（しゃばん）                   |
| 枠           | 枠番号（わくばんごう）       | 枠番（わくばん）                   |

### 色別
公営競技では、観客が遠方からでも競走対象が識別しやすいように、枠番または車番ごとに色を決めており、決められた色のヘルメットカバーやユニフォームを着用させている。用いられる色の番号や部位は以下の通り。
色と番号（枠番色・車番色とも共通）
| ●  | ●  | ●  | ●  | ●  | ●  | ●  | ●  | ●  |
| -- | -- | -- | -- | -- | -- | -- | -- | -- |
| 1  | 2  | 3  | 4  | 5  | 6  | 7  | 8  | 9  |
| 白 | 黒 | 赤 | 青 | 黄 | 緑 | 橙 | 桃 | 紫 |

- 競馬 - ヘルメットに枠番色1から8まで（馬番はゼッケン）。ただし中央競馬の場合、同じ枠に同じ馬主の馬が出走する場合は（勝負服が重なるので）、片方の帽子（馬番の大きい方）は2色の「染め分け帽」が使われる。地方競馬は騎手ごとに勝負服が異なり、勝負服の重複が（中央地方交流競走を除いて）ないことや帽子に馬番を表記するため、染め分け帽はない。
- 競輪 - ヘルメットとユニフォームに車番色1-9（枠番色は用いていない）
- 競艇 - ユニフォームと船体前部の艇旗に枠番色1-6
- オートレース - ユニフォーム（場によっては車体前部のゼッケンも）車番色1-8

枠別に色を分ける方式を最初に採用したのは競馬で、1931年から1932年に札幌競馬倶楽部の決勝審判員を務めていた人が、着順判定の明瞭化を図るために採用したものであった。しかし、他の競馬倶楽部は従来通り馬主が定めた帽色を使用し続け、1937年の日本競馬会発足の際に、札幌競馬場でも枠別の色分けは廃止されてしまった。
競馬、競輪、競艇、オートレースで共通する、1枠=白色、2枠=黒色…といった色分けを最初に採用したのは競輪である。1951年、小倉競輪で初めて枠ごとに帽子の色を分ける方式が採用された。競輪ではそれまで、自転車に番号を付けてレースを行っていたが、観客から遠目では判別しづらいという声を受けたことから、当時の小倉市職員が暦などに使われる陰陽五行思想を参考に、一白、二黒といった九星を土台に6色を決めた。その後は、競馬・ボートなどでも採用されるようになり、現在に至る。
中央競馬においては1957年より採用され、当初は6枠の6色であったが、1963年には8枠連勝式導入に伴い外枠分が追加され8色になり以下の通りとなった。
1枠・白、2枠・赤、3枠・青、4枠・緑、5枠・黄、6枠・水、7枠・茶、8枠・黒
枠ごとの帽子の色については、大井競馬場が中央競馬と同時に8枠連勝式を取り入れた際に、現在の色を採用して以後、各地の地方競馬場に広がって行った。中央競馬もそれに合わせて1966年に現在の色に変更されている。
競輪とオートレースでは、6枠制の時代から一部の番号で2色の組み合わせが用いられてきたが、後に競馬で使われている枠番色にならって変更され、現在はすべての公営競技で番号と色が統一されている（9番の紫は競輪が2002年4月から採用した）。

## 投票法の種類

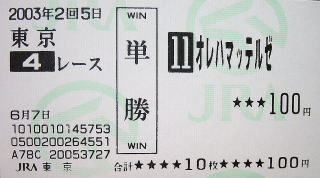
磁気読み取り式投票券（五次投票券）

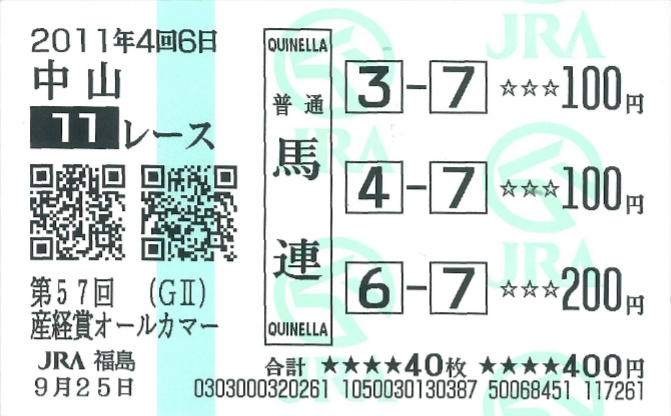
QRコード読み取り式投票券（六次投票券）

各投票券の投票法（投票法）の種類には、大別して以下の5種類がある。
- 単勝式（競輪ではPIST6のみ発売）
- 複勝式（競輪では廃止）
- 連勝単式
- 連勝複式
- 重勝式（現在、日本では競馬と競輪の一部施行者・オートレースで発売。但し、原則的に有人窓口・現金投票機での発売はしておらず、インターネット投票・キャッシュレス投票（JRA-UMACA）での発売に限定される）

枠を対象とした投票法は、上記の内では連勝単式および連勝複式のみである。
重勝式以外の投票法でも、競技や競技場によっては発売レース数に制限がある場合や一部の投票法が発売されていない場合もあるので、それぞれの競技や競技場のページを参照のこと。

### 単勝式
単勝式（たんしょうしき）とは、1着になる競走対象を予想する投票法である。

### 複勝式
複勝式（ふくしょうしき）とは投票券の発売開始時点における全競走対象数が5つ以上7つ以下の場合は2着以内に入る競走対象1つ（2着払）を、全競走対象数が8つ以上の場合は3着以内に入る競走対象1つ（3着払）を予想する投票法である。つまり全競走対象数が7つ以下の場合は予想した競走対象が1着・2着のいずれかであれば、全競走対象数が8つ以上の場合は予想した競走対象が1着・2着・3着のいずれかであれば的中となる。
- 出走表確定の段階で競走対象数が8つ以上であった競走にて投票券の発売が開始された後において出走取消・競走除外・欠車・欠場となる競走対象が生じ最終的に当該競走に出場した競走対象数が7つ以下となった場合であっても複勝式の的中条件に変更は生じず、3着以内のうち1競走対象を当てれば的中（3着払）となる。また、複勝の最低発売条件である競走対象数（5つ）を下回り、競走対象数が4つとなっても同じく3着払で成立する。同様の過程で競走対象数が5つ以上7つ以下となる予定だった競走の最終的な出場対象が4つ以下となった場合も不成立とはならず2着以内のうち1競走対象を当てれば的中となる。但し、いずれのケースにせよ競走対象数が的中対象数と同数以下になった場合は不成立となる。
  - 発売開始時点での競走対象数が基準となるので、投票券の発売が開始される前に減った競走対象は無視される。しかし、このようなケースで誤った基準で複勝式を発売してしまった事件がある[76]。
- なお、「特払」については3つ（2つ）の的中対象全てに投票がなかった場合のみ行われる。いずれかの的中対象に1票でも投票があった場合、残りは「無投票」として扱われ特払は行われない。

#### 「応援馬券」

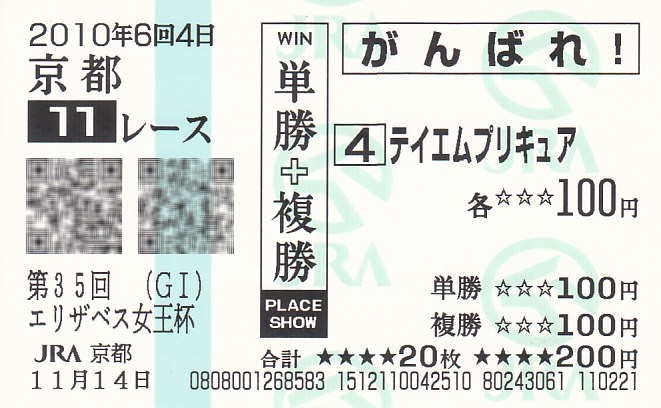
JRAの応援馬券（六次投票券）

JRAでは2006年10月7日から単勝式と複勝式をセットで発売する「応援馬券」というシステムを取り入れた。これは、マークカードに新設された「単+複」の欄と出走馬の馬番にマークすることでその出走馬の単勝式と複勝式の馬券を同時購入できるというものである。ただし購入は1口につき200円（単勝・複勝それぞれ100円ずつ）単位となる。
- このような馬券は海外で「Eachway」（イーチウェイ）[注 20]の名称で古くから発売されており、「応援馬券」はその仕組みを日本に導入したものである。
- 1枚の投票カードに複数頭を指定した場合であっても1頭の出走馬につき1枚ずつの馬券が発行され、券面には馬名欄の上に「がんばれ!」という文字が印刷される。
- 9月に札幌競馬場とウインズ札幌、ウインズ米子で先行試験発売を行い、10月から全国発売が開始された。
- 電話投票（IPAT）では購入出来ない。

### 連勝単式
連勝単式（れんしょうたんしき）とは、上位着順を占める複数の競走対象の組み合わせをそれらの着順通り（順列）に予想する投票法である。連勝単式には対象となる競走対象の数により以下の2つに分類される。

#### 二連勝単式
二連勝単式（にれんしょうたんしき）とは、1着・2着になる競走対象の組み合わせ2つをそれらの着順通りに予想する投票法である。例えば1着が13番、2着が9番の場合、13-9が的中となるが、9-13は不的中となる。

#### 三連勝単式
三連勝単式（さんれんしょうたんしき）とは、1着・2着・3着になる競走対象の組み合わせ3つをそれらの着順通りに予想する投票法である。例えば1着が18番、2着が9番、3着が10番の場合、18→9→10が的中となり、それ以外の組み合わせはたとえ3着以内であっても不的中となる。

### 連勝複式
連勝複式（れんしょうふくしき）とは、上位着順を占める複数の競走対象の組み合わせをそれらの着順に依らず順不同（組合せ）で予想する投票法である。対象となる競走対象の数や選ぶ組み合わせの数により、以下の3つに分類される。

#### 普通二連勝複式
普通二連勝複式（ふつうにれんしょうふくしき）とは、1着・2着になる競走対象の組み合わせ2つをそれらの着順に依らず順不同で予想する投票法である。例えば1着が18番、2着が5番の場合、5-18が的中となる。

#### 拡大二連勝複式
拡大二連勝複式（かくだいにれんしょうふくしき）とは、3着以内に入る競走対象の組み合わせのうち2つをそれらの着順に依らず順不同で予想する投票法である。つまり予想した組み合わせが1着・2着、1着・3着、2着・3着のいずれかであれば的中となる。例えば1着が7番、2着が18番、3着が10番の場合には7-18、7-10、10-18の3つの投票券が的中となる。競艇で「拡連複」と呼称している以外、各競技では「ワイド」と呼称されているが、「ワイド」という名称は日本中央競馬会（JRA）・特別区競馬組合（TCK）が共同で出願した登録商標となっており、TCKを除く地方競馬・競輪・オートレースでは商標の使用許諾を得た上で呼称されている。
- 同着があった場合の取り扱いは、以下のとおりとなる。
  - 1着と2着が同着、あるいは2着と3着が同着となった場合は、上位3着までのうち2対象を指定している投票が的中となる（3通り）。
  - 3着が同着となった場合、「1着・2着」「1着・（3着のいずれか）」「2着・（3着のいずれか）」を指定している投票が的中となる（3着となった対象同士の組み合わせは不的中となる）。3着が2対象同着であれば5通りが的中、3着が3対象同着であれば7通りが的中[78]となる。
- なお、複勝式と同様に特払については的中対象全てに投票がなかった場合のみ行われる。いずれかの的中対象に1票でも投票があった場合、残りは「無投票」として扱われ特払は行われない。

#### 三連勝複式
三連勝複式（さんれんしょうふくしき）とは、1着・2着・3着になる競走対象の組み合わせ3つをそれらの着順によらず順不同で予想する投票法である。例えば1着が13番、2着が1番、3着が8番の場合、1-8-13が的中となる。

### 重勝式
重勝式（じゅうしょうしき）とは、複数レースにおける単勝式・複勝式・連勝単式・連勝複式のいずれか1つの投票法をまとめて予想する投票法である。
日本の競馬においては、1951年4月から、3個レースの勝馬を全て的中させる「三重勝単式馬券」を午前中のレースを対象に発売していた。中央競馬では、第1競走から第3競走（途中に取りやめた競走があった場合は飛ばして3つの競走で行うこともあった）を対象に発売され、最初の競走に的中した投票券を持っている者が、窓口で次競走の投票券と引換えて投票し、3競走目まで連続して的中した場合に初めて払い戻しを受けることができた。しかし、的中票を持っていながら次競走の投票を行わなかった為、「棄権」とされて無効になる例があったという。また、的中者無しになる場合もあり、その場合は100円あたり70円の特払い（払い戻し）が行われた。
中央競馬における20世紀中の重勝式の最高配当額は、国営競馬時代の1953年12月6日に、中山競馬場の第6回中山競馬第6日目に出た507,940円（投票総数13,765票中、的中2票）である。また中央競馬になってからの最高配当額は、1954年10月30日の中山競馬場で出たもので、507,080円（的中1票）となっている。この配当金額は馬番号連勝単式が導入されるまで、中央競馬の最高配当記録であった。
重勝式は、朝から競馬場に入場客を集める為の策として導入された馬券であった。頻繁に大穴も出たが、午前中のみの発売でもあり人気を得るには至らず、1961年には、中央競馬における総発売馬券額の僅か0.04%まで低下した事から、1961年の第1回中京競馬の開催を最後に発売を中止する事となり、8日目となる2月19日の発売を最後に姿を消した。後の競馬法改正により、発売可能な馬券の種類からも削除された。
21世紀に入ってから公営競技の各根拠法（競馬法、自転車競技法、モーターボート競走法、小型自動車競走法）が改定され、重勝式投票券の発売が再び認められるようになった。

#### 競輪
競輪では、指定された連続7競走の勝者を予想する重勝式投票法「チャリロト」が2008年4月15日より平塚競輪場においてインターネット投票限定で発売を開始し、半世紀ぶりに重勝式が復活した。その後、立川競輪場でも重勝式投票券「Kドリームス」の発売を2008年4月25日よりインターネット投票限定で開始した。その他の競輪場でも「チャリロト」「Kドリームス」「Odds Park LOTO」のいずれかを採用し、過半数の競輪場にて発売されている。これらの重勝式車券は、その名称となっている民間投票ポータルサイトそれぞれ、およびその提携サイトで発売される。
JKAは、重勝式投票券に対する共通ブランドとして「Dokanto!」（ドカント）を提唱していたが、2012年4月よりGIII以上の開催を中心において発売される重勝式の名称として使われている。Dokanto!の発売は1日で全国の開催の中のいずれか1場を対象に行われるが、発売のない日もある。このDokanto!はJKA公式サービスであるサイクルテレホンセンターだけでなく、上述の民間投票ポータルサイトでも発売する。

#### 競馬
2014年2月18日現在の競馬法施行規則においては、単勝の重勝式は2重勝から7重勝、馬番号二連勝単式・馬番号二連勝複式の重勝式は2重勝と3重勝が認められている。
以下、発売方法別に説明する。詳細は各記事を参照。
Odds Park LOTO
5重勝単勝式ならびに7重勝単勝式（7重勝単勝式は一部のみ）。地方競馬の一部主催者の競走について発売。
- 2010年1月8日よりばんえい競馬（帯広競馬場）の競走について、オッズパークのインターネット投票会員限定で発売開始した（当初は2009年秋から開始予定だったが、システムの不具合などで延期されていた）。日本の競馬における重勝式再導入（前述）後に最初に重勝式を採用した事例となった。
- 既に導入している競輪と同様にキャリーオーバー（繰越）制も採用され、払戻金の上限額は2億円。
- 2010年1月22日（前夜発売）より発売開始した福山、佐賀を皮切りに岩手（盛岡・水沢）、笠松、兵庫（園田・姫路）、荒尾でも順次導入された。
- 当初の発売形式は佐賀と荒尾は購入者が買い目を指定する「セレクト式」、その他はばんえい競馬と同様コンピューターが無作為に買い目を指定する「ランダム式」であったが、2010年12月末の開催からばんえい・岩手・福山・笠松が「セレクト式」に変更されたほか、兵庫も2012年5月14日の発売からセレクト式に変更され、現在地方競馬で発売している重勝式は佐賀競馬の7重勝ランダム以外、すべてセレクト式に統一された。
- その後青森競輪場での発売開始に伴い競馬での呼称も変更され、ランダム式は「ランダム5」、セレクト式は「セレクト5」に統一された。
- 当初は競馬法の規定により最大「5重勝式」までしか認められていなかったが、内閣府は構造改革特区の特例として佐賀競馬に「7重勝単勝式」投票券の発売を認可した。発売はオッズパークのインターネット投票限定で、2012年5月11日から発売予定だったが、オッズパークのサイトリニューアル作業の延期により発売開始が延期され、同年5月25日から開始になった。その後、ばんえい競馬でも2012年12月15日より7重勝単勝式投票券の発売が開始された。

WIN5
5重勝単勝式。日本中央競馬会（JRA）の競走について発売。
- 2011年4月24日に施行する競走（発売は4月23日より開始）から、原則として毎週日曜日に施行する5競走を対象とした投票券「WIN5」をインターネット投票・JRA-UMACA投票限定で導入している。
- キャリーオーバー制を採用し、払戻金の上限額を2億円としている。
- 2021年2月現在では払戻金の上限額は6億円となっている。

トリプル馬単
3重勝馬番号二連勝単式。地方競馬の一部主催者の競走について発売。
- 南関東公営競馬のインターネット投票サービス「SPAT4」において、2014年度中に重勝式の勝馬投票券を発売することを発表。2014年6月1日から南関東4場のうち川崎競馬場を除く3場の競走を対象に発売を開始した。
- 同年8月18日からは川崎競馬場、8月19日からはホッカイドウ競馬の競走についても発売している。
- 各主催者ごとにキャリーオーバー制を採用し、50円から10円単位で購入可能。払戻金の上限額は10円につき6,000万円としている。

海外の競馬ではニューヨークの「ピック6」で2003年の平均配当金額が約338万円、最高は約9200万円であった。香港では「シックスアップ」の最高配当が1億円を超えたこともある。

#### オートレース
オートレースでは、「OddsPark LOTO」が2011年4月14日の山陽オートレース場における開催より「重勝式勝車投票券」発売開始したのが最初である。当初は4月1日から発売予定だったが東日本大震災の影響で4月13日までの日程が中止となったため、4月13日の前日発売から開始した。

##### OddsPark LOTO
- 既存の賭式とは切り離し、重勝式のみ伊勢崎市が管理施行者となって「指定した1つの開催場の競走」を対象とし、伊勢崎市が収益を指定した場に分配する形で全6場の場間相互キャリーオーバーを実現させている[99]のが特徴。このため、オートレース開催日は例外なく重勝式車券を発売するが、同日に複数の開催が行われる場合でも対象となるレース場は「1日につき1場」のみとなる。
- 発売方式は、最終競走から数えて連続する4競走（通常は第9競走から第12競走まで）における1着と2着を着順通り予想する「4重勝2連勝単式」と最終競走から数えて連続する5競走（通常は第8競走から第12競走まで）における1着を予想する「5重勝単勝式」の2通りでスタートし、2023年4月1日より「7重勝単勝式」が加わった。4重勝2連勝単式は「ランダム式」、5重勝単勝式と7重勝単勝式は「セレクト式」で投票する。
- いずれも100円単位で発売、最高払戻金は6億円[100]。

##### 当たるんです
2016年12月14日よりJPFが運営する「当たるんです」が新たに重勝式車券の発売を開始した。管理施行者は山陽小野田市。
- 「Odds Park LOTO」同様「指定した1つの開催場の競走」を対象とする点は同じだが、車券を直接購入するのではなく、事前に購入予約を受け付け、全ての車券の組み合わせ数（最大8の4乗=4096）の予約が集まった時点で車券が発売されるため、キャリーオーバーは発生せず、必ず的中者が発生する仕組みとなっている（予約が全ての車券の組み合わせ数に達しなかった場合は、次回の開催に予約が繰り越される）。
- 当たるんです2は1口2000円、当たるんです3は1口1000円、当たるんです4は1口500円で発売。

##### オートレース公式重勝式
2023年10月31日より、オートレース振興協会の公式投票サイト『AutoRace.JP投票』にてオートレース公式重勝式の車券、「AutoRace TWO」・「AutoRace THREE」・「AutoRace FOUR」の発売を開始した。管理施行者は浜松市。
- AutoRace TWO - 1着2着の組み合わせを2レース連続当てる2重勝2連複。全開催の連続した2レースを対象[注 28]。キャリーオーバーはなく、的中者が出なかった場合は70円の特払いとなる。的中確率は、8車立ての場合：784分の1、7車立ての場合：441分の1。
- AutoRace THREE - 1着2着の組み合わせを3レース連続で当てる3重勝2連複。後半3レースを対象[注 29]。的中確率は、8車立ての場合:21,952分の1、7車立ての場合:9,261分の1。
- AutoRace FOUR - 1着2着の組み合わせを4レース連続で当てる4重勝2連複。後半4レースを対象[注 30]。的中確率は、8車立ての場合：614,656分の1、7車立ての場合：194,481分の1。
  - THREEとFOURで、的中者が出なかった場合はキャリーオーバーとなり昼間・ナイター・ミッドナイトとそれぞれの時間帯のレースで引き継ぐことになり、1口当たり最大払戻金は6億円となる。
- 発売は、TWOは原則全場で1開催で3回から6回発売、THREEとFOURは、それぞれの開催時間帯では1場が対象となり、1日最大3場発売される（昼間・ナイター・ミッドナイト）。ただし、THREEは6車立て開催の場合、発売対象外となる。
- いずれも当てる対象は2連複で、車券は自分で車番を選ぶ「セレクト」と自動で車番が選ばれる「ランダム」のいずれかから100円単位で購入可能。

#### 競艇
競艇での重勝式投票券の発売は、2007年の法改正で可能になったものの、2009年時点では中央団体での検討段階であり、2024年時点でも導入した競艇場、並びに今後の導入の正式発表はない。

#### キャリーオーバーについて
競馬の場合、キャリーオーバーの票数は基本的に一場ごとに集計するため場ごとに異なる。ただし複数の場を同一主催者が開催している場合においては、主催の場間において相互にキャリーオーバーの票が集計される。
競輪の場合、KドリームスとオッズパークLOTOは単一の場のみを対象としてキャリオーバーさせるが、チャリロトは対象場をいくつかのグループにまとめ、そのグループでキャリーオーバー額を共有する。DOKANTO！は全場でキャリオーバーを共有する。
オートレースの場合は全場でキャリーオーバーを共有する。

## 投票法の通称

### 競走対象の番号が対象の場合
競走対象の番号を対象として発売されている各投票法には、以下のような通称（略称）および英語表記がある。英語表記については、日本国内の公営競技で使用されているもののみ表記する。表記が複数ある場合は、改行して記載する。
| 投票法         | 投票法                 |          | 通称                                        | 英語表記                         | 導入 |
| -------------- | ---------------------- | -------- | ------------------------------------------- | -------------------------------- | ---- |
| 単勝式         | 単勝式                 |          | 単勝（たんしょう）                          | WIN                              |      |
| 複勝式         | 複勝式                 |          | 複勝（ふくしょう）                          | PLACE（2着まで） SHOW（3着まで） |      |
| 二連勝単式     | 二連勝単式             | 競艇     | 二連単（にれんたん）                        | EXACTA                           |      |
| 二連勝単式     | 車番号二連勝単式       | オート   | 二連単（にれんたん）                        | EXACTA                           |      |
| 二連勝単式     | 選手番号二連勝単式     | 競輪     | 二車単（にしゃたん）                        | EXACTA                           | 1995 |
| 二連勝単式     | 馬番号二連勝単式       | 競馬     | 馬単（うまたん）                            | EXACTA                           | 2002 |
| 三連勝単式     | 三連勝単式             | 競艇     | 三連単（さんれんたん）                      | TRIFECTA                         | 2000 |
| 三連勝単式     | 車番号三連勝単式       | オート   | 三連単（さんれんたん）                      | TRIFECTA                         | 2002 |
| 三連勝単式     | 選手番号三連勝単式     | 競輪     | 三連単（さんれんたん）                      | TRIFECTA                         | 2001 |
| 三連勝単式     | 馬番号三連勝単式       | 競馬     | 三連単（さんれんたん）                      | TRIFECTA                         | 2004 |
| 普通二連勝複式 | 普通二連勝複式         | 競艇     | 二連複（にれんぷく）                        | QUINELLA                         |      |
| 普通二連勝複式 | 普通車番号二連勝複式   | オート   | 二連複（にれんぷく）                        | QUINELLA                         |      |
| 普通二連勝複式 | 普通選手番号二連勝複式 | 競輪     | 二車複（にしゃふく）                        | QUINELLA                         | 2001 |
| 普通二連勝複式 | 普通馬番号二連勝複式   | 中央競馬 | 馬連（うまれん）                            | QUINELLA                         | 1991 |
| 普通二連勝複式 | 普通馬番号二連勝複式   | 地方競馬 | 馬複（うまふく） 普通馬複（ふつううまふく） | QUINELLA                         |      |
| 拡大二連勝複式 | 拡大二連勝複式         | 競艇     | 拡連複（かくれんぷく）                      | QUINELLA-PLACE                   | 2000 |
| 拡大二連勝複式 | 拡大枠番号二連勝複式   | オート   | ワイド                                      | QUINELLA-PLACE WIDE              | 2002 |
| 拡大二連勝複式 | 拡大選手番号二連勝複式 | 競輪     | ワイド                                      | QUINELLA-PLACE WIDE              | 2001 |
| 拡大二連勝複式 | 拡大馬番号二連勝複式   | 競馬     | ワイド                                      | QUINELLA-PLACE WIDE              | 1999 |
| 三連勝複式     | 三連勝複式             | 競艇     | 三連複（さんれんぷく）                      | TRIO                             | 2000 |
| 三連勝複式     | 枠番号三連勝複式       | オート   | 三連複（さんれんぷく）                      | TRIO                             | 2002 |
| 三連勝複式     | 選手番号三連勝複式     | 競輪     | 三連複（さんれんぷく）                      | TRIO                             | 2001 |
| 三連勝複式     | 馬番号三連勝複式       | 競馬     | 三連複（さんれんぷく）                      | TRIO                             | 2002 |

### 枠の番号が対象の場合
枠を対象として発売されている各投票法には、以下のような通称（略称）および英語表記がある。
| 投票法         | 投票法           |          | 通称                 | 英語表記         |
| -------------- | ---------------- | -------- | -------------------- | ---------------- |
| 二連勝単式     | 枠番号二連勝単式 | 地方競馬 | 枠単（わくたん）     | BRACKET-EXACTA   |
| 二連勝単式     | 枠番号二連勝単式 | 競輪     | 二枠単（にわくたん） | BRACKET-EXACTA   |
| 普通二連勝複式 | 枠番号二連勝複式 | 中央競馬 | 枠連（わくれん）     | BRACKET-QUINELLA |
| 普通二連勝複式 | 枠番号二連勝複式 | 地方競馬 | 枠複（わくふく）     | BRACKET-QUINELLA |
| 普通二連勝複式 | 枠番号二連勝複式 | 競輪     | 二枠複（にわくふく） | BRACKET-QUINELLA |

### 各公営競技ごとに発売している投票券の種類
2021年10月1日現在、各公営競技で発売している投票券の種類は以下のとおり。
- ○…発売 ×…発売なし ▲…インターネット投票限定
- 枠の番号が対象の投票法については下記の条件で発売される。
  - 中央競馬と地方競馬については、8頭以下の場合に枠複（枠連）・枠単の発売を行わない。ただし、最初9頭以上の競走の場合でも枠順の発表後、発売前での出走取り消しが生じた場合でも2頭以上が出走する枠番がある場合[注 34]、また発売後の出走取り消しや発走除外などで8頭以下になった場合は発売される。
  - 競輪については、デフォルトの出走数が7車であるFI・FII開催（全日本プロ選手権自転車競技大会記念競輪を除く）やガールズケイリン・6車であるPIST6、及びデフォルトの出走数が9車のGIII以上の開催でもレース前日の番組発表時に6車以下となった場合[注 35]、2枠複・2枠単の発売を行わない。

| 公営競技名   | 馬番・車番・艇番 | 馬番・車番・艇番 | 馬番・車番・艇番 | 馬番・車番・艇番 | 馬番・車番・艇番 | 馬番・車番・艇番 | 馬番・車番・艇番 | 枠番    | 枠番    | 重勝式 |
| 公営競技名   | 単勝             | 複勝             | 2連単            | 3連単            | 2連複            | ワイド           | 3連複            | 2連単   | 2連複   | 重勝式 |
| ------------ | ---------------- | ---------------- | ---------------- | ---------------- | ---------------- | ---------------- | ---------------- | ------- | ------- | ------ |
| 中央競馬     | ○                | ○                | ○ 馬単           | ○                | ○ 馬連           | ○                | ○                | ×       | ○ 枠連  | ○▲     |
| 地方競馬     | ○                | ○                | ○ 馬単           | ○                | ○ 馬複・普通馬複 | ○                | ○                | ○× 枠単 | ○ 枠複  | ▲×     |
| 競輪         | ▲                | ×                | ○ 2車単          | ○                | ○ 2車複          | ○                | ○                | ○ 2枠単 | ○ 2枠複 | ○▲×    |
| 競艇         | ○                | ○                | ○                | ○                | ○                | ○ 拡連複         | ○                | ×       | ×       | ×      |
| オートレース | ○                | ○                | ○                | ○                | ○                | ○                | ○                | ×       | ×       | ▲      |

## 最高配当額
各競技別の最高配当額は以下の通り。特記ないものは100円あたりの配当である。
重勝式はキャリーオーバー方式を採用しているため、従来の投票券による最高配当額も併記する。
| 対象          | 年月日         | 場所           | 競走番号                                             | 投票法          | 金額                           | 備考           |
| ------------- | -------------- | -------------- | ---------------------------------------------------- | --------------- | ------------------------------ | -------------- |
| 中央競馬      | 2021年03月14日 | 中山 中京 阪神 | 中山：第10・11競走 中京：第10競走 阪神：第10・11競走 | 5重勝 単勝      | 5億5444万6060円                | セレクト式投票 |
| 中央競馬      | 2012年08月04日 | 新潟           | 第5競走                                              | 三連単          | 2983万2950円                   | ※同着あり      |
| 地方競馬      | 2021年06月10日 | 大井           | 第10 - 12競走                                        | 3重勝 馬番2連単 | 2億2813万165円 （50円あたり）  | セレクト式投票 |
| 地方競馬      | 2020年01月24日 | 大井           | 第7競走                                              | 三連単          | 2848万1550円                   | [ 109 ]        |
| 競輪          | 2010年10月21日 | 平塚           | 第6 - 12競走                                         | 7重勝 単勝      | 9億598万7400円 （200円あたり） | ランダム式投票 |
| 競輪          | 2006年09月21日 | 奈良           | 第10競走                                             | 三連単          | 476万700円                     | [ 111 ]        |
| 競艇          | 2022年11月01日 | 児島           | 第7競走                                              | 三連単          | 76万1840円                     | [ 112 ]        |
| オート レース | 2014年04月25日 | 川口           | 第9 - 12競走                                         | 4重勝 車番2連単 | 6億円                          | ランダム式投票 |
| オート レース | 2006年05月22日 | 伊勢崎         | 第12競走                                             | 三連単          | 1572万1720円                   | [ 114 ]        |

### 賭式別
- 地方競馬（昭和38年以降の記録）は2020年1月24日現在[115]
- JRAは2014年4月26日現在[116]
- 競輪は2002年4月10日現在[117][118]
- 競艇は2011年5月22日現在[119][120]
- オートレースは2006年5月22日現在[121]

| 投票式別   | 年月日         | 場所（主催）      | 競走番号 | 金額         |
| ---------- | -------------- | ----------------- | -------- | ------------ |
| 単勝       | 2001年07月18日 | 姫路競馬場        | 第2競走  | 205,760円    |
| 複勝       | 2002年08月22日 | 児島競艇場        | 第6競走  | 249,810円    |
| 枠複・枠連 | 2017年11月30日 | 名古屋競馬場      | 第9競走  | 332,020円    |
| 馬複・馬連 | 2010年12月21日 | 園田競馬場        | 第3競走  | 536,750円    |
| 枠単       | 1973年04月09日 | 千葉競輪場        | 第7競走  | 2,363,180円  |
| 馬単       | 2006年05月20日 | 盛岡競馬場        | 第7競走  | 3,308,610円  |
| ワイド     | 2001年11月05日 | 浦和競馬場        | 第1競走  | 286,620円    |
| 3連複      | 2006年09月09日 | 中京競馬場（JRA） | 第3競走  | 6,952,600円  |
| 3連単      | 2012年08月04日 | 新潟競馬場（JRA） | 第5競走  | 29,832,950円 |

## 投票券の販売方法
創始期
公営競技の投票券は、普通の「紙に組番が印刷された券」から始まった。これは、例えば「単勝1番」であればそれが印刷された券を求めなければならない。窓口にはそれぞれどの「組番」を発売しているかが表示され、複数の組番を購入したい場合は発売時間中に窓口を多数移動しなければならなかった。通常は1枚100円（法的には10枚分）だが1枚1000円（10枚、法的には100枚分）単位で発売する窓口もあり、これを「特券（とっけん）」と呼んだ。
的中の可能性が高いと思われた組番の窓口には人が群がる（並ぶ）ため、競走場によっては発売状況に応じて窓口の数を変更するなど柔軟な対応を行うところもあった。投票券がコンピュータシステムで発券される現代でも、一番売れている（オッズが低い）組番が「一番人気」と呼ばれるのはこれに由来している。
電算化とシングルユニット券
その後、コンピュータシステム（トータリゼータシステム）の導入に伴い「組番を口頭で自由に申し込む」ことが出来る「シングルユニット券」が登場する。1枚の券に組番1つと金額が印刷され窓口の係員に現金を払って受け取る、現在に近い形の仕組みができあがっていった。なお金額は一律のままだったため、900円分購入する場合は100円券が9枚渡される。
マルチユニット券の登場
さらに時代は進み、ついに1枚の投票券に「複数の組番と任意の金額を記録」した投票券を購入できるようになった。これが「マルチユニット券」である。これにより購入の利便性は飛躍的に高まり、窓口の混雑緩和にも役立った。現在、日本の公営競技では全ての発売所においてマルチユニット券による発売が行われている。
マークカード方式
JRAが馬番号連勝複式（馬連）を導入したのにあわせ、規定のマークカードに投票内容をマークして申し込む「マークカード方式」での発売を開始した。これは口頭での誤発券防止に加え投票内容を機械に読み取らせて発券するため、発券時間がさらに短縮されるなど主催者にとってもメリットが大きいことから地方競馬や他種公営競技も追随していくこととなった。またマークカード方式は機械で投票内容を読み込むことから、自動発売機（自動投票機）の普及にも繋がることとなった。また主催者にとっては投票券の発売を自動化することで発売窓口人員の削減が可能になり、人件費などのコスト削減にもつながることとなった。現在、日本の公営競技ではほぼ全場でマークカード方式を導入しており、口頭で購入可能な窓口はごく一部に限られるか一部には全く存在しない施設もある。
更なる進化
さらに進化は進み、1974年には発売所に行かなくても自宅からチケットレスで投票できる電話投票が中央競馬で開始された。その後、地方競馬や他種公営競技にも相次いで電話投票が導入されたほかキャプテンシステムやファミリーコンピュータを利用してテレビ画面でオッズを確認しながら購入できるようになった。これはパソコンや携帯電話を利用した「インターネット投票」に進化して現在に至る。
本場での投票券購入もキャッシュレス化が進んでおり、2003年4月よりタッチパネルを装備した専用座席とデポジットカードによる「在席投票（すわって投票）システム」が競輪場を中心に導入された。2006年7月6日より桐生競艇場において公営競技では史上初となる携帯電話を使った場内移動型投票システムが導入されたが、これは開催日当日に来場したファンが場内で登録することで、当日の全競走を手元の携帯電話から投票できるシステムである。本場締め切りと同時刻まで投票できるほか従前の方式と異なり順番待ちも必要なく、ネット投票の口座を開設していない本場来場者でも手元で投票が可能になった。また2009年2月には山陽オートレース場においてICカードと専用投票機による電子マネー式の「eスマート倶楽部」が導入されたが、これはカードでの購入によるポイント制度も加えられており、後に函館競輪場でも採用された。
競馬でもJRAが2006年12月2日から中山競馬場で在席投票「i-Seat」を導入（なお、中山競馬場のi-Seatについては2014年2月で閉鎖された）。以降京都競馬場、ウインズ新横浜、中京競馬場にも設置されている。
さらにJRAは2011年に、これまで公営競技の投票券購入として使用できなかったクレジットカードを利用して投票券の購入ができるサービス『JRAダイレクト』を開始した。使用できるクレジットカードはJCBカード・三井住友カード・UCカードに限られ、「金利負担を伴う支払方法は不可能」「不正利用防止のため各カード会社のインターネットサービスによる3Dセキュアによる認証必須」「1回の購入ごとに最低1000円の購入かつシステム手数料100円必要」「1日につき購入できるのは3回まで、1ヶ月の利用限度額は5万円」などといった制限がある。
JRAは2018年4月よりマークカード不要でスマートフォンのIPAT投票と同様の操作で投票できる「スマッピー投票」を東京競馬場において開始。今後他場およびウインズにも拡大する。購入操作後に表示されるQRコードをスマッピー対応の発売機にかざすことで馬券が購入でき、紙資源の節約にもなる。
2020年は春前から夏頃にかけて、新型コロナウイルスの感染拡大に伴う無観客開催措置により、一時的に全ての競馬場・競艇場・競輪場・オートレース場・場外発売所が閉鎖された為、この間の全ての投票券は、電話・ネット投票以外の購入が不可能となった。
2021年よりスタートした、競輪の250競走PIST6を開催するTIPSTAR DOME CHIBAでは、投票券発売機・発売窓口を設置せず、来場者はスマートフォン等でのインターネット投票で車券を購入する。
現在では、中央競馬以外の公営競技において、民間企業も参入しインターネットによる投票サイト・投票アプリも多数存在している（オッズパークやTIPSTARなど）。これら民間の投票サイトは各レースとも投票締切時刻が各公営競技の公式の投票サイト・電話投票より若干早められているものの、PayPayなどから購入可能であったり、購入金額に応じたポイント還元など独自のサービスがある。

## 様々な投票方法

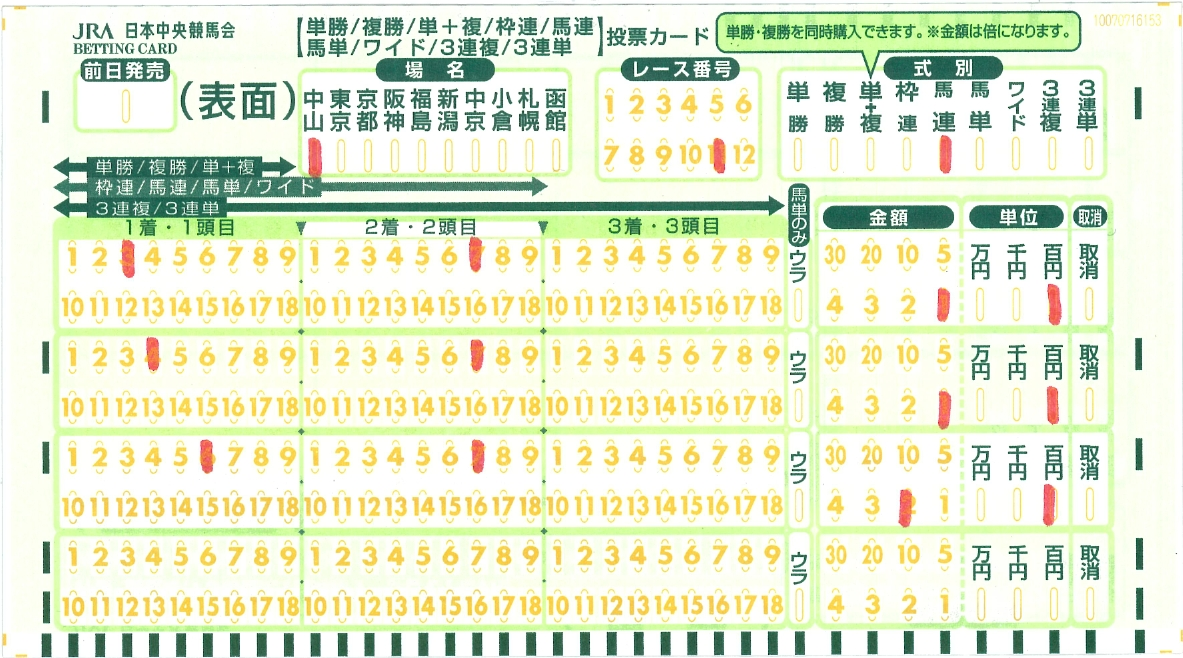
公営競技の投票券の購入で使用されるマークシート（中央競馬の場合 記入済み）

マークカード方式が一般化した現在でも通常は1点ずつ発売することが原則であるが、3連勝式投票券のように組み合わせ数が増えると必然的に1人あたりの購入点数も多くなるため多くの組み合わせを短時間で簡単に発売できる方法を導入することによってこの点を解消している。
いずれの方法も同種の投票券を均一金額で購入することを前提としているため、種別や金額を変えて購入したい場合は従来どおり個別に分けて購入しなければならないが、まとめ買いの投票方式を複数組み合わせる（連複流しと連単流しをそれぞれ購入する・購入金額を多くしたい本命が絡む組み合わせだけ追加購入するなど）といった工夫により購入の手間を軽減することができる。
各投票法に応じて複数のマークカードが用意されていることが多く、通常投票用マークカードと混同しないように各主催者ごとにカードの長さを変更したり印刷色を変更するなど配慮している。

### 流し
単一となる「軸」と「相手（ヒモとも言われる）」と呼ばれる番号を数点（もしくは全部）を指定することで、「軸-相手」となる全ての投票券が購入できる方法。軸から相手に向けて上流と下流の関係が出来るため、このように呼ばれる。なお英語では軸がまさに車輪の軸であり、相手が車輪状になるという意味で「WHEEL」と表現される。
連勝単式の場合は、軸とした投票対象の着位も指定する必要がある。
3連勝式の場合には、軸を1点選ぶ方法と軸を2点選ぶ方法がある。この場合、軸を1点選ぶ方法においては相手として選択した投票対象から任意の2者が出れば的中となるため下記にある「ボックス」の要素をも含んだ内容になっている。
また流しの投票券を購入し軸が対象とならずに相手同士で決まることを「縦目」、連勝単式などで1着と2着が逆になってしまうことを「逆目」もしくは「裏目」、軸が対象となったが相手の馬を買っていなかった場合を「抜け目」という。後述のフォーメーションでも「1、2着裏目」や「○着抜け」などと表現することがある。

#### マルチ
連勝単式では流し投票で軸とした競走対象が指定した着順どおりに入らなければならないが、軸の着順が変わっても的中となるようにまとめて購入できるように連単流しのオプション的な要素として「マルチ投票」が導入されており、先述のような「1、2着裏目（逆目）」を防止することが可能となる。
マルチで購入の場合、通常の連単流しと比較して2連勝単式では買い目は2倍、3連勝単式の場合、軸が1点の場合は買い目が3倍、軸が2点の場合は6倍になる。
通常は連単流し用のマークカードの選択項目の1つとして「マルチ」が存在するというように実装されているが、「マルチ」という名称は日本中央競馬会（JRA）によって商標登録されており、地方競馬においては商標の使用許諾を得た上で使用されている。
なお、競馬以外の各公営競技では連単流しの投票法はあってもマルチ投票が採用されていないケースがある。

### ボックス

3連複の5点ボックスの場合（計10点）

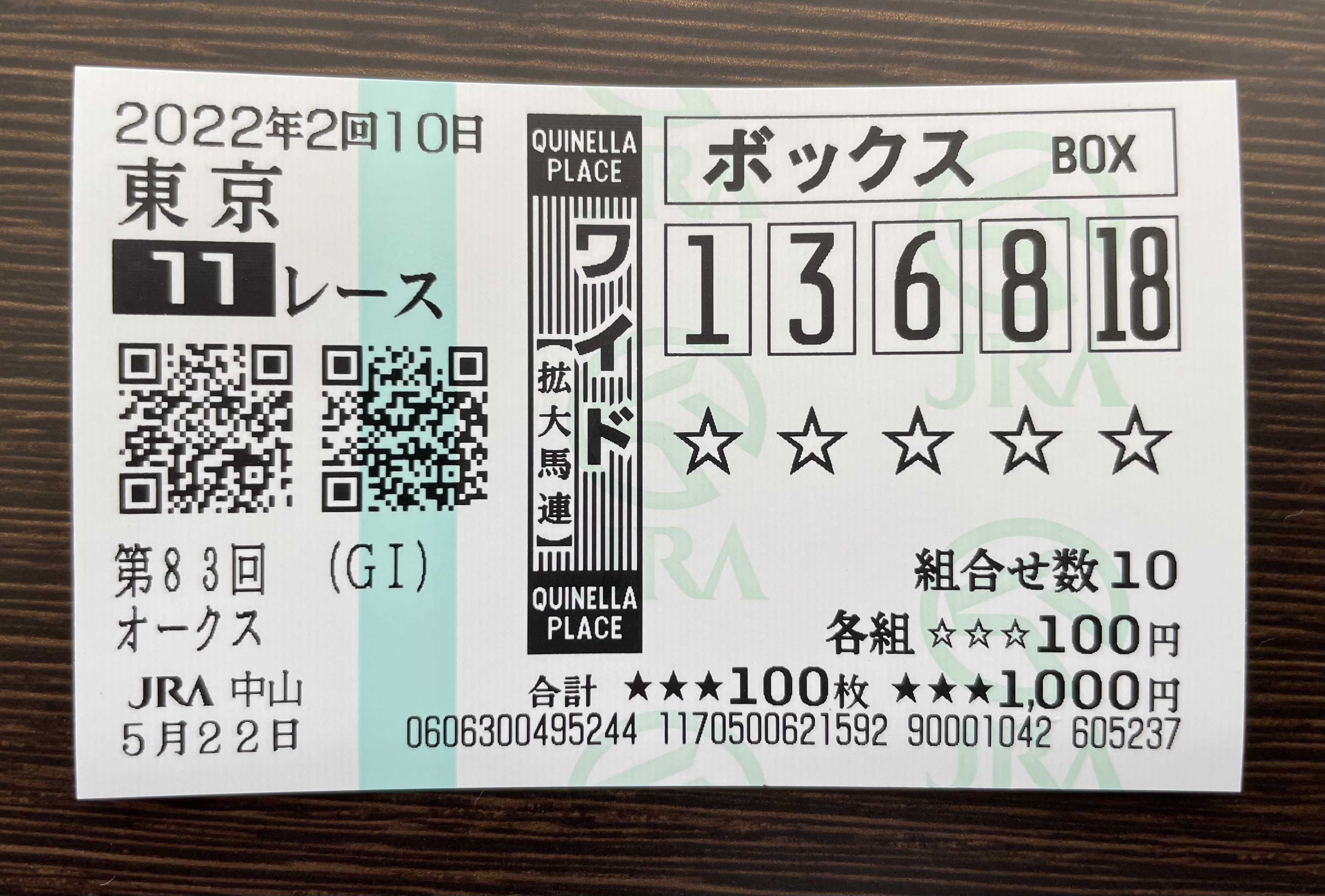
JRAで発売されているボックス馬券（5頭）の例（2022年オークス）

競走対象の番号を数点指定することで、その競走対象が関わる全ての投票券を購入できる方法。順列（連単系：{\displaystyle _{n}P_{m}}（m=2または3））または組合せ（連複系：{\displaystyle _{n}C_{m}}（m=2または3））。
枠番連勝式におけるボックスでは4-4や7-7などのいわゆる「ゾロ目」は含まれない（マークシートにもその旨が書かれている）。なお、ゾロ目を含めた枠連BOXを購入する場合、フォーメーション（後述）用のマークカード（ほとんどの競馬場ではボックス用マークカードの裏面にある）を使用し、BOXで購入したい枠の1頭目と2頭目の欄に全く同じマークを行うことで、枠連のゾロ目を含んだBOX馬券を購入できる。
購入点数は組み合わせの数が関係するため、マークの数に比べて購入点数が膨大になる傾向にある。
指定した競走対象同士を結び合うことから「三角買い」「四角買い」「五角買い」などと表現されることもある。
大井競馬では2016年7月31日の開催から、あらかじめボックスのマークシートの開催場・金額欄がデザインで塗りつぶされた「レース番号・4頭の馬番号・式別（馬複・ワイドのみ）」をマークすれば購入できる「ウマタセーヌボックスCARD」が導入される。

### フォーメーション
式別を選択し、各着位に該当すると思われる対象番号を指定することによりその着位ごとに指定された対象番号の組合せ全てを購入することが出来る方法。当然のことながら、同一着位内での選択に対する組合せや存在し得ない組合せはコンピュータ上で自動的に除かれる。なお、中央競馬と一部の地方競馬では指定馬の選択が多いと購入者の想定を超える購入申込になるため、フォーメーションの購入点数を発売機上で確認できる機能がある。
例
競走対象が9つ以上の三連勝単式において、[1着：1・2・3] [2着：2・5・7] [3着：1・5・9] を指定した三連勝単式をフォーメーションで購入申込すると、以下の組合せを購入したこととなる。
1-2-5 1-2-9 1-5-9 1-7-5 1-7-9 2-5-1
2-5-9 2-7-1 2-7-5 2-7-9 3-2-1 3-2-5
3-2-9 3-5-1 3-5-9 3-7-1 3-7-5 3-7-9
（18点）
2020年現在、全ての公営競技においてフォーメーション投票が導入されているが、先述の「マルチ」と同様に「フォーメーション」という名称は日本中央競馬会（JRA）によって商標登録されており、中央競馬以外の各競技においては商標の使用許諾を得た上で導入されている。

### クイックピック
中央競馬では、競馬場・ウインズの特定の窓口のみ限定で買い目をコンピュータにまかせる「クイックピック投票」が実施されている。当初は2009年10月17日からGI競走を開催する節に限り、当該GI競走を施行する競馬場の特定窓口限定で実施していたが、2012年はGI競走施行節（GI競走の金曜日発売を行う場合は、金曜発売日も含む）において当該節すべてのレースでクイックピック投票を実施し、2013年からは全開催日の全競走で行われるようになった（出典：2013年は毎週「JRAクイックピック投票」をご利用いただけます!（アーカイブ） - JRA公式サイト）。
- 対象となる発売所：姫路以外の地方競馬場内ウインズ（盛岡・水沢・浦和・川崎・佐賀・荒尾）及びウインズ京都・宮崎を除いた、すべての競馬場およびウインズ・パークウインズ

クイックピック投票には専用のマークカードが用意され、発売するすべてのレース（発売する競馬場のレースに限らず、他場のレース、前日発売も購入可能である）・すべての式別で購入可能（1枚の馬券（マークシート）につき単勝、複勝は1枚につき最大5点、その他は最大10点まで）。すべてコンピュータにまかせる「すべておまかせ」のほか枠連・馬連・馬単・ワイド・三連複・三連単では軸となる任意の馬1頭（馬単、三連単においては任意の馬の着順を固定することも可能）を指定することもできる。
券面には「GOOD-LUCK」（健闘を祈る）と印字され、軸となる馬番と着順指定の有無、コンピュータで決められた買い目が印字される。なおクイックピックでの購入時は、自動発売機の表示画面に式別・軸指定や着順指定の有無・購入点数・1点あたりの金額は表示されるが、組み合わせは実際に印字された馬券を見るまでわからないようになっている。
18頭立てのレースにおいて3連単をクイックピックで購入した際、クイックピックの対象となる組合わせ数は以下の通りとなる。
- 軸指定なし・着順指定なし：4,896通り
- 軸指定あり・着順指定なし：816通り
- 軸指定あり・着順指定あり：272通り

クイックピック導入週の京都競馬場では、土曜の東京競馬で95万馬券、日曜の京都競馬で509万馬券がクイックピック投票から出現している。2012年6月23日の阪神競馬場のメイン競走「米子ステークス」では3連単で12,727,500円という超高額配当が出たが、同競走の3連単的中票38票のうち1票がウインズのクイックピック投票で出たとJRAのTwitter公式アカウントで公表されている。
2025年以降、クイックピック専用マークカードは在庫をもって提供終了となるが、マークカードがなくても、発売機のタッチパネルにて引き続き購入は可能である。

#### おみくじ馬券

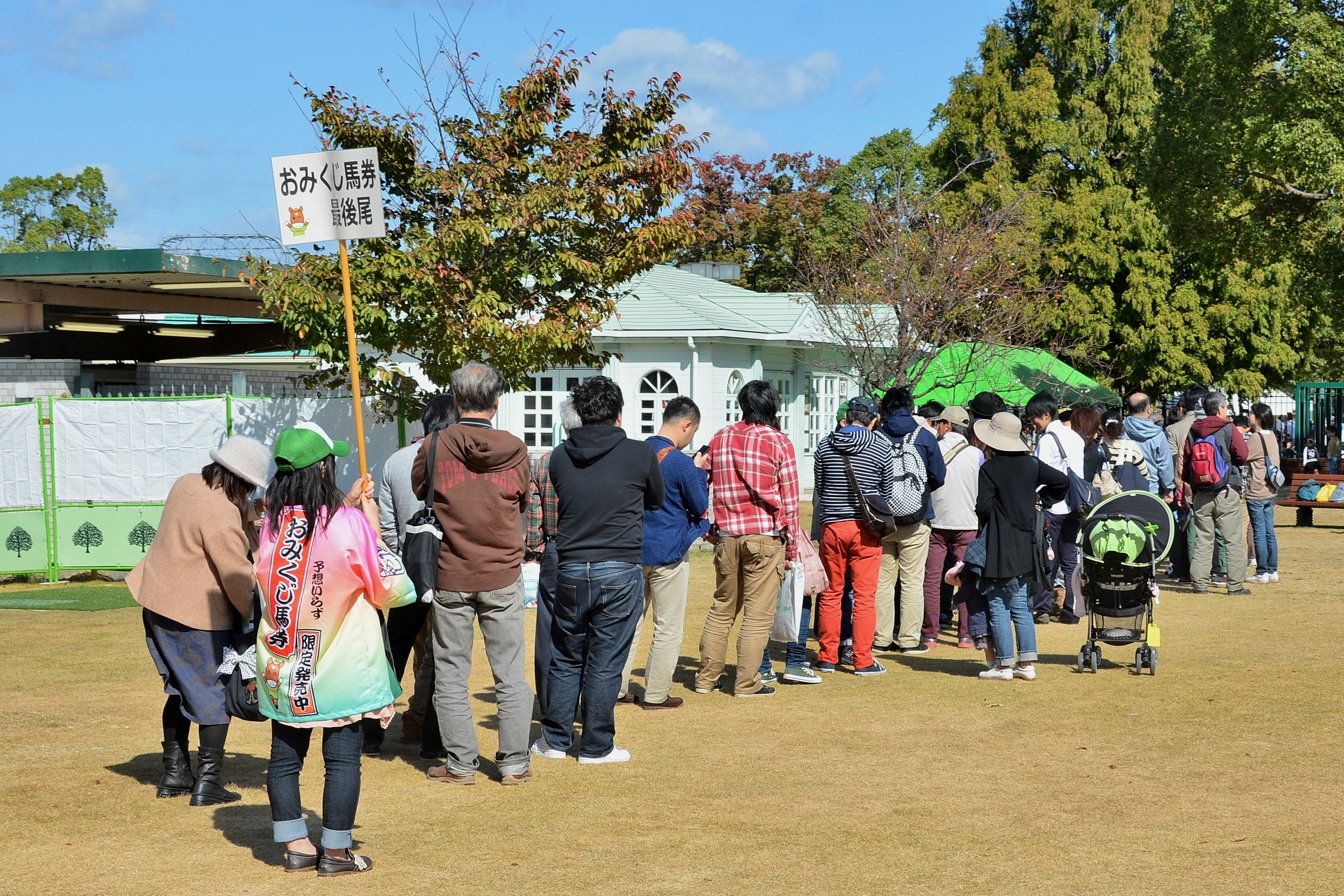
2015年の「菊花賞」当日に「おみくじ馬券」を求める行列。

JRAでは一部の競馬場やウインズにおいて、上記のクイックピック投票を応用したイベントとして「おみくじ馬券」を行っている。あらかじめ特定の競走における同一金額・式別の投票券をクイックピックでJRAが用意し、ポチ袋にいれて特設ブースで限定販売する。客は購入後に袋を開けるまで、組番は一切わからないようになっている。

## 歴史
公営競技の創成期には、各競技の連勝単式および連勝複式の投票券は全て6枠制で発売されていた。現在でも競馬・競輪で枠による投票券が発売されているのはこの名残である。連勝単式および連勝複式の投票券の組み合わせ総数を制限することで、過度に高い配当を出にくくし射幸心を抑えるという効果があったためである。
ただし枠による発売の場合、競走対象が病気・怪我などにより出走取消や競走除外になった場合にその競走対象と同枠の競走対象がいる場合は買戻しが行われないなど度々非難の的となった。これを回避するため中央競馬では人気が集中することが推測される馬を前述の枠によるグループ分けによらずに1頭枠とする「単枠指定制度」を、地方競馬・競輪・オートレースでは出走取消・競走除外となった競走対象と同枠の競走対象もあわせて出走取消・競走除外とする「友引除外（ともびきじょがい）」制度を採用していた。どちらも投票券の購入者のほか、関係者からも批判の声が多かった。
オートレースもかつては二連勝単式および二連勝複式は6枠制で発売されていた（出場車が8車の場合、5番・6番が5枠、7番・8番が6枠）が、1998年をもって8枠制に変更され、1枠につき1車に固定された。
出走頭数が8頭以下の場合は地方競馬が2003年4月以降、中央競馬では2005年1月以降「馬番連勝式のみ発売」となり枠番連勝式は発売しないことになった。ただし出走取消などで8頭以下となった場合も、同枠に2頭以上いる枠が残っている場合は枠番連勝式の発売を行う。また発売開始後に8頭以下になった場合は、同枠に2頭以上いる枠がなくなってもそのまま発売する。
2011年8月5日より、これまで三連勝式の投票券を導入していなかったばんえい競馬が三連勝複式・三連勝単式を発売開始した（他地区場外発売。ばんえい競馬の開催では、8月6日より発売開始）。これにより、全ての公営競技主催者で連単・連複・三連単・三連複が発売されることになった。

## 三連複・三連単導入の効果
2000年10月に三連複・三連単を他の公営競技に先駆けて導入した競艇では翌年度入場者数は10年ぶりに増加したものの、売上は前年度を下回った。
中央競馬において三連単の導入直後、後半4競走に限定販売していた時期の売上金額は、発売以前のレースと比べ明らかな差がついていた事から、ファンの間で三連単が完全に定着していることがうかがえた。しかし既存の賭け式の投票数を食ってしまう格好となり、既存式で数点賭けただけでオッズが大きく動き、既存式に賭けにくくなるなどの弊害も生じており、中には三連単の販売を制限しようという動きも出た。
競艇では2010年10月21日から11月2日までの間にナイターで開催する5場において、三連勝の単式および複式と、拡大二連勝複式（他競技の「ワイド」）の販売を行なわない「2連勝ナイトフェスタ」を実施し、競輪でも岸和田競輪場において2011年1月19日から21日まで二連勝式のみの販売とした「岸和田ワン・ツー☆KEIRIN」を実施した。これらは的中率の増加を図り、的中で得た収益を再投票することによる売上の向上を期待するものだった。しかし共に期待に反した売り上げにとどまり、現在のファンにおける三連勝指向が明らかとなった。
賭式別売上げシェアでは、中央競馬は三連単・三連複・馬連の順だが、競輪とオートレースは三連単がトップながら三連複よりも普通二連勝複式よりも、二連勝単式が上回っている。
三連単は宝くじ同様の確率であっても上述の控除率が約25%（競馬を除く）で他の投票法と同一である以上、控除率が50%である宝くじなどと期待値の側面から比べてみても全て均等額で勝負した場合において高い収益を得やすいのは明らかなことから、既に三連勝式などを導入している場がそれを廃止することは客離れに繋がることが実証されており、一種のジレンマに陥っている。

## 控除率変更の動き
昨今の公営競技における売り上げの減少傾向において、経済産業省に対しオートレースの全施行者から控除率の引き上げ（払戻率の引き下げ）を求める声が上がったため、法改正を行うための検討が行われたが、競輪についても対象に加えられることになり、2011年12月16日に経済産業省の産業構造審議会車両競技分科会において小型自動車競走法および自転車競技法を改正し、競輪・オートレースの施行者が、控除率を現行の25%から、20%から30%までの幅において自由に設定できるようにする方針が発表された。
これとは別に、2012年1月12日に笠松競馬場の主催者（岐阜県地方競馬組合）が農林水産省に対し地方競馬の控除率の変更を要望したところ、農林水産省も地方競馬を支援するためとして前向きに動き出し、1月18日にオートレースおよび競輪と同様の控除率変更を認めるよう競馬法を改正する方針が明らかになった。
その後、関連法案は閣議決定を経て国会に提出され、小型自動車競走法および自転車競技法は3月30日に、競馬法は6月20日に改正案が可決され成立し、オートレース・競輪・競馬の施行者は控除率を最高30%とする道が開かれた。
これを受けてオートレースでは2012年6月より全施行者が相次いで全ての車券の控除率を最高幅の30%に引き上げ（払戻率70%に引き下げ）ることを発表した。これにより施行者側が収益の確保を期待する一方で払戻率の低下を嫌ったファンが離れることにより更なる売り上げの低下が懸念されていたが、払戻率75%だった2011年度の831億2359万5600円から70%に変更された2012年度は755億6680万1600円、2013年度は687億5432万8300円と2年で大幅に落ち込んだ。2013年度の他競技はほぼ横ばいか増加に転じていたことから、懸念が実証されたことになる。そして2014年8月に行われた船橋オートレース場の廃止を発表する記者会見では、払戻率の引き下げによる売上の低下が船橋オート廃止の一因になったことをJKAが公表する事態にまでなった。2014年度も売り上げは668億1833万5100円と減少したことから、JKAは2015年度のオートレースではSG5開催とGI2開催において2連単のみ払戻率を80%にすることを発表している。
一方、競馬では中央・地方とも2014年の2月から3月に相次いで払戻率の変更を発表したが、オートレースとは異なり賭式ごとに払戻率の設定を変える方式を取り、場によって異なるが単勝・複勝が80%、二連勝・ワイドが75%から77.5%、三連勝が70%から75%、重勝式が70%に設定された。一部式別の払戻率は引き上げられたが、基本的に売上高の多い式別の払戻率が引き下げられたことになる。

## 投票券システムの取扱企業
- 富士通系 
  - トータリゼータエンジニアリング（富士通の100%子会社[149]）
- NEC系 
  - 日本トーター
- 日立・オムロン系
  - 日立オムロンターミナルソリューションズ
- 日本ベンダーネット